# Bandiera della Mauritania
La bandiera della Mauritania è stata adottata per la prima volta il 1º aprile 1959. La versione attuale è stata adottata, invece, a partire dal 6 agosto 2017. La bandiera era inizialmente verde con una mezzaluna e stella (simboli dell'Islam, principale religione dello stato) gialle, con la prima in un'insolita posizione sdraiata; dal 2017 è compresa fra due bande di rosso. Il giallo e il verde sono considerati, assieme al rosso, i tradizionali colori panafricani etiopici. Il verde è anche il colore simbolo dell'Islam, mentre il giallo rappresenta la sabbia del deserto del Sahara. Le strisce rosse sono state aggiunte per mezzo del referendum costituzionale del 2017 per simboleggiare il sangue di chi ha lottato per conquistare l'indipendenza dalla Francia. Non esistendo una regolamentazione ufficiale dei vari elementi tranne la flag ratio di 2:3, si è molto diffusa una versione alternativa del vessillo con colori più chiari, bande più larghe e una mezzaluna più "appiattita", poi adottata a marzo 2020 con un suo preciso schema.

## Storia

Bandiera dal 1º aprile 1959 al 6 agosto 2017.
Bandiera dal 6 agosto 2017 al maggio 2020.
Bandiera dal maggio 2020 ad oggi.